# Ōhashi Sahei
Ōhashi Sahei (japanisch 大橋 佐平; geboren 8. Februar 1836 in Nagaoka (Provinz Echigo); gestorben 3. November 1901) war ein japanischer Verleger und Unternehmer, Gründer des Verlags Hakubunkan (博文館).

## Leben und Wirken
Ōhashi Sahei wurde als zweiter Sohn der Holzhändler Watanabe Matashichi (渡辺 又七) und seiner Frau Yose (与瀬) in Nagaoka geboren. Er übernahm den Familiennamen seiner Mutter, als deren Familie Ōhashi ausstarb. Er führte zunächst ein Spirituosen- und Transportunternehmen. Nachdem er sich in der lokalen Stadtverwaltung engagiert hatte, plante er die Herausgabe von Zeitungen und gründete die „Hokuetsu Shimbun“ (北越新聞) und dann 1881 die Zeitung „Etsusa Mainichi“ (越佐毎日新聞). 1886 übertrug er die Leitung der Zeitungen seinem ältesten Sohn Shintarō (大橋 新太郎; 1863–1944) und zog nach Tokio.
1887 gründete Ōhashi den Verlag  Hakubunkan und veröffentlichte „Nihon Daika Ronshū“ (日本大家論集), eine Sammlung von Leitartikeln, die anscheinend ohne Genehmigung aus verschiedenen Magazinen nachgedruckt wurden. Obwohl es eine Reihe von Kritikpunkten an der unerlaubten Herstellung gab, erfreute sich der bearbeitete Inhalt großer Beliebtheit und erschien in weiteren Auflagen. In den zwei Jahren seit seiner Gründung hatte das Unternehmen nacheinander 13 Monatsmagazine herausgegeben.
Andererseits expandierte Ōhashi mit der Veröffentlichung von „Nihon no Koshiron“ (日本之輿論) in den Buchverlag und gründete 1890 Tōkyōdō (東京堂), ein Unternehmen, das neben Büchern auch Zeitschriften herausgab. 1893 begab er sich auf eine Reise durch Europa und Amerika, besuchte dabei auch die Nachrichtenagentur Reuters. Nach seiner Rückkehr nach Japan gründete er 1894 die Nachrichtenagentur „Naigai“ (内外通信社). Im Jahr 1895 wurden die 13 Monatsmagazine eingestellt und dafür neue Publikationen wie „Taiyō“ (太陽), „Shonen Sekai“ (少年世界) und „Bungei Kurabu“ (芸俱楽部) herausgegeben, wobei er die weitere Entwicklung vorantrieb. 1887 gründete er die westliche Papierhandlung „Hakushindō“ (博進堂) and „Hakushinsha Printing Co.“ (später „Hakubunkan Printing Co.“). 1901 bereitete  er anlässlich des 15-jährigen Jubiläums die Gründung  der „Ohashi-Bibliothek“ (大橋図書館), starb jedoch kurz vor der Eröffnung der Bibliothek. 
Hakubunkans Philosophie bestand darin, große Auflagen mit geringen Gewinnen zu verkaufen. Er ebnete damit einen noch nie dagewesenen Weg zum kommerziellen Verlagswesen, was einen Meilenstein in der Geschichte des Verlagswesens markierte.